# جلان لوفتوس
جلان لوفتوس (بالإنجليزية: Glen Loftus)‏ هو مجدف أسترالي، ولد في 8 يونيو 1976 في برث في أستراليا.

## وصلات خارجية
- جلان لوفتوس على موقع الاتحاد الدولي للتجديف (الإنجليزية)
- جلان لوفتوس على موقع اللجنة الأولمبية الدولية (الإنجليزية)
- جلان لوفتوس على موقع أوليمبيديا (الإنجليزية)
- جلان لوفتوس على موقع اللجنة الأولمبية الأسترالية (الإنجليزية)